# Championnat de France féminin de hockey sur glace 2009-2010
Saison précédente Saison suivante
La saison 2009-2010 est la 24e édition du Championnat de France féminin de hockey sur glace féminin.

## Équipes engagées
Elles sont au nombre de trois : 
- Hockey Club Cergy-Pontoise ;
- Grenoble Métropole Hockey 38 ;
- Hockey Club Neuilly-sur-Marne.

## Formule de la saison
Les équipes sont rassemblées au sein d'une poule unique et se rencontrent en double aller-retour. Pour limiter les déplacements, deux matchs sont joués lors de chaque confrontation. Suit ensuite une phase finale à laquelle l'équipe vainqueur du Championnat féminin excellence participe.
Les points sont attribués de la manière suivante : 
- 2 points pour une victoire ;
- 1 point pour un nul ;
- 0 point pour une défaite ;
- -1 point pour un forfait.

## Résultats

### Saison régulière
Disputés du 17 octobre 2009 au 14 mars 2010
| Domicile / Extérieur | Cergy-Pontoise | Grenoble | Neuilly-sur-Marne |
| Cergy-Pontoise       |                | 1 - 0    | 1 - 4             |
| Cergy-Pontoise       |                | 5 - 2    | 2 - 8             |
| Grenoble             | 3 - 4          |          | 5 - 7             |
| Grenoble             | 3 - 1          |          | 2 - 9             |
| Neuilly-sur-Marne    | 2 - 2          | 7 - 3    |                   |
| Neuilly-sur-Marne    | 7 - 1          | 3 - 7    |                   |

|  | Victoire à domicile |  | Match nul |  | Victoire à l'extérieur |

Classement
Pour les significations des abréviations, voir Statistiques du hockey sur glace.
| Pl. | Équipe               | PJ | V | N | D | Pts | BP | BC | +/- |
| --- | -------------------- | -- | - | - | - | --- | -- | -- | --- |
| 1   | HC Neuilly-sur-Marne | 8  | 6 | 1 | 1 | 13  | 47 | 23 | +24 |
| 2   | HC Cergy-Pontoise    | 8  | 3 | 1 | 4 | 7   | 16 | 30 | -14 |
| 3   | Grenoble MH 38       | 8  | 2 | 0 | 6 | 4   | 26 | 36 | -10 |

### Phase finale
Elle s'est déroulée les 22 et 23 mai 2010 à la Patinoire Pôle Sud de Grenoble. L'équipe de Bretagne y participe en tant que champion féminin excellence.
|  | Demi-finales        | Demi-finales        |                        |    | Finale      | Finale      |
|  | Demi-finales        | Demi-finales        |                        |    | Finale      | Finale      |
|  |                     |                     |                        |    |             |             |
|  | 22 mai 2010,        | 22 mai 2010,        |                        |    | 23 mai 2010 | 23 mai 2010 |
|  | 22 mai 2010,        | 22 mai 2010,        |                        |    | 23 mai 2010 | 23 mai 2010 |
|  | HC Cergy-Pontoise   | 1                   |                        |    | 23 mai 2010 | 23 mai 2010 |
|  | HC Cergy-Pontoise   | 1                   |                        |    | 23 mai 2010 | 23 mai 2010 |
|  | Grenoble MH 38      | 5                   |                        |    | 23 mai 2010 | 23 mai 2010 |
|  | Grenoble MH 38      | 5                   | Grenoble MH 38         | 3  |             |             |
|  | 22 mai 2010         |                     | Grenoble MH 38         | 3  |             |             |
|  |                     | HC Neully-sur-Marne | 1                      |    |             |             |
|  | HC Neully-sur-Marne | HC Neully-sur-Marne | 1                      | 17 |             |             |
|  | HC Neully-sur-Marne |                     |                        | 17 |             |             |
|  | Bretagne            | 1                   |                        |    |             |             |
|  | Bretagne            | 1                   | Match pour la 3e place |    |             |             |
|  |                     |                     |                        |    |             |             |
|  | 23 mai 2010         |                     |                        |    |             |             |
|  |                     |                     |                        |    |             |             |
|  | HC Cergy-Pontoise   | 10                  |                        |    |             |             |
|  | HC Cergy-Pontoise   | 10                  |                        |    |             |             |
|  | Bretagne            | 3                   |                        |    |             |             |
|  | Bretagne            | 3                   |                        |    |             |             |

### Bilan
Le Grenoble Métropole Hockey 38 remporte le 24e Championnat féminin élite, le troisième du club.

## Championnat féminin excellence

### Équipes engagées
| - Groupe Nord-Ouest - Bretagne - HC Cergy-Pontoise B - Pays de la Loire - CSG Saint-Ouen/ASG Tours - Viry-Châtillon Essonne Hockey | - Groupe Sud-Est - Gap HC - Languedoc-Roussillon - Club des Sports de Glace Strasbourg Alsace - HC Val Vanoise |

### Premier Tour
Pour les significations des abréviations, voir Statistiques du hockey sur glace.
- Groupe Nord-Ouest

| Place | Équipe                | PJ | V | N | D | Pts | BP | BC | +/- |
| ----- | --------------------- | -- | - | - | - | --- | -- | -- | --- |
| 1     | Bretagne              | 7  | 6 | 1 | 0 | 13  | 54 | 4  | +50 |
| 2     | HC Cergy-Pontoise B   | 8  | 5 | 2 | 1 | 12  | 38 | 7  | +31 |
| 3     | Pays de la Loire      | 7  | 2 | 0 | 5 | 4   | 9  | 61 | -52 |
| 4     | Viry-Châtillon EH     | 6  | 1 | 1 | 4 | 3   | 16 | 24 | -8  |
| 5     | CSG St-Ouen/ASG Tours | 6  | 1 | 0 | 5 | 2   | 5  | 26 | -21 |

- Groupe Sud-Est

| Place | Équipe                | PJ | V | N | D | Pts | BP | BC | +/- |
| ----- | --------------------- | -- | - | - | - | --- | -- | -- | --- |
| 1     | HC Val-Vanoise        | 6  | 6 | 0 | 0 | 12  | 39 | 6  | +33 |
| 2     | Gap HC                | 6  | 4 | 0 | 2 | 8   | 28 | 9  | +19 |
| 3     | Langudoc-Roussillon   | 6  | 2 | 0 | 4 | 4   | 13 | 13 | 0   |
| 4     | CSG Strasbourg Alsace | 6  | 0 | 0 | 6 | 0   | 3  | 55 | -52 |

### Finale
Rencontres jouées à la patinoire Valigloo de Marly.
| Place | Équipe              | PJ | V | N | D | Pts | BP | BC | +/- |
| ----- | ------------------- | -- | - | - | - | --- | -- | -- | --- |
| 1     | Bretagne            | 3  | 2 | 0 | 1 | 4   | 11 | 5  | +6  |
| 2     | HC Val-Vanoise      | 3  | 2 | 0 | 1 | 4   | 8  | 6  | +2  |
| 3     | HC Cergy-Pontoise B | 3  | 2 | 0 | 1 | 4   | 5  | 4  | +1  |
| 4     | Gap HC              | 3  | 0 | 0 | 3 | 0   | 4  | 13 | -9  |